# Маламоко
Маламоко (на италиански: Malamocco, на латински: Metamauco) е историческо селище в Италия, провинция Венеция, на брега на остров Лидо.
Маламоко е едно от най-ранно възникналите селища във Венецианската лагуна и в античността е пристанище на Падуа. До града можело лесно да се стигне от други важни селища като Аквилея или Равена по Виа Попилия - път, построен по време на управлението на консула Публий Попилий Ленат през 132 г. пр.н.е.
Четвъртият дож на Венецианската република Теодато Ипато премества в Маламоко своята резиденция през 742 г. - дотогава дожовете резидират в Ераклеа.
През 809-810 г. Маламоко е обсаден в продължение на шест месеца от флота на франкския крал Пипин, сина на Карл Велики, но успява да устои на обсадата. След свалянето ѝ Анджело Партечипацио, който бил начело на защитата на града, е избран за десети дож на Венеция. Въпреки това след тази война става ясно, че градът е много уязвим откъм морето, затова е взето решение столицата на Венеция да се премести в Риалто във вътрешността на лагуната.
През 831 г. Маламоко се обявява на страната на метежника Обелерио Антенорео, който се опитва да направи преврат, и за наказание е опожарен от дожа Джовани I Партечипацио.
През 1106 г. катастрофално наводнение залива Маламоко и година по-късно градът е преместен на западното крайбрежие на Лидо (преди това се е намирал на източния бряг на острова).